# Младе снаге истраге
Младе снаге истраге (енгл. Bixler High Private Eye) амерички је акциони комедијски ТВ филм из 2019. године, снимљен у режији Лесли Колинс Смол. Премијера је одржана у Сједињеним Америчким Државама 21. јануара 2019. на Никелодиону. Радња се одвија у Бикслеровој долини, где Зандер Девит уз помоћ Кензи Месине, Кјаре Џин и Чарлија Девита покушава да пронађе свог оца који је недавно пре тога отет. Главне улоге у филму тумачили су Џејс Норман, Аријел Мартин, Ед Бегли Млађи, Самијах Вомак и Дејвид Клејтон Роџерс.
У Србији, Црној Гори, Републици Српској и Северној Македонији филм је премијерно приказан 27. априла 2019. године на каналу Никелодион, синхронизована на српски језик..

## Улоге
| Лик           | Глумац/ица            | Српски глас              |
| ------------- | --------------------- | ------------------------ |
| Зандер Девит  | Џејс Норман           | Алекса Станиловић        |
| Кензи Месина  | Аријел Мартин         | Ана Поповић              |
| Чарли Девит   | Ед Бегли Млађи        | Бора Ненић               |
| Кјара Џин     | Самијах Вомак         | Анђела Џаферовић         |
| Џек Фин       | Дејвид Клејтон Роџерс | Милош Ђуричић            |
| Шериф         | Мајк Нелсон           | Томаш Сарић              |
| Расел Девит   | Рик Питерс            | Милан Антонић            |
| Елен Девит    | Терин Вестбрук        | Снежана Јеремић Нешковић |
| Господин Велс | Винстон Маршал        | Павле Јеринић            |